# Perofascia
Perofascia este un gen de mucegaiuri care aparține familiei Peronosporaceae. Genul a fost descris pentru prima dată de Ovidiu Constantinescu în 2002.

## Specii
Sunt recunoscute două specii care aparțin acestui gen:
- Perofascia lepidii
- Perofascia macaicola